# Useir Gadjibekov

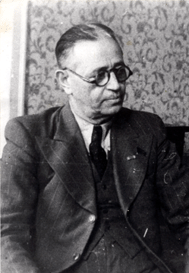
Üzeyir Hacıbəyov (1945)

Üzeyir Əbdul Hüseyn oğlu Hacıbəyov (Russisch: еир Абдул-Гусейн оглы Гаджибеков / عزیر حاجی‌بیوو / Useir Abdul-Gussein ogly Gadjibekov; Ağcabədi, 17 september 1885 - Bakoe, 23 november 1948) was een Sovjet- en Azerbeidzjaanse componist, musicoloog, dirigent, publicist, toneelschrijver en pedagoog. Hij wordt beschouwd als de grondlegger van de moderne Azerbeidzjaanse muziek en opera en is de componist van de allereerste opera in het islamitische Oosten.

## Leven

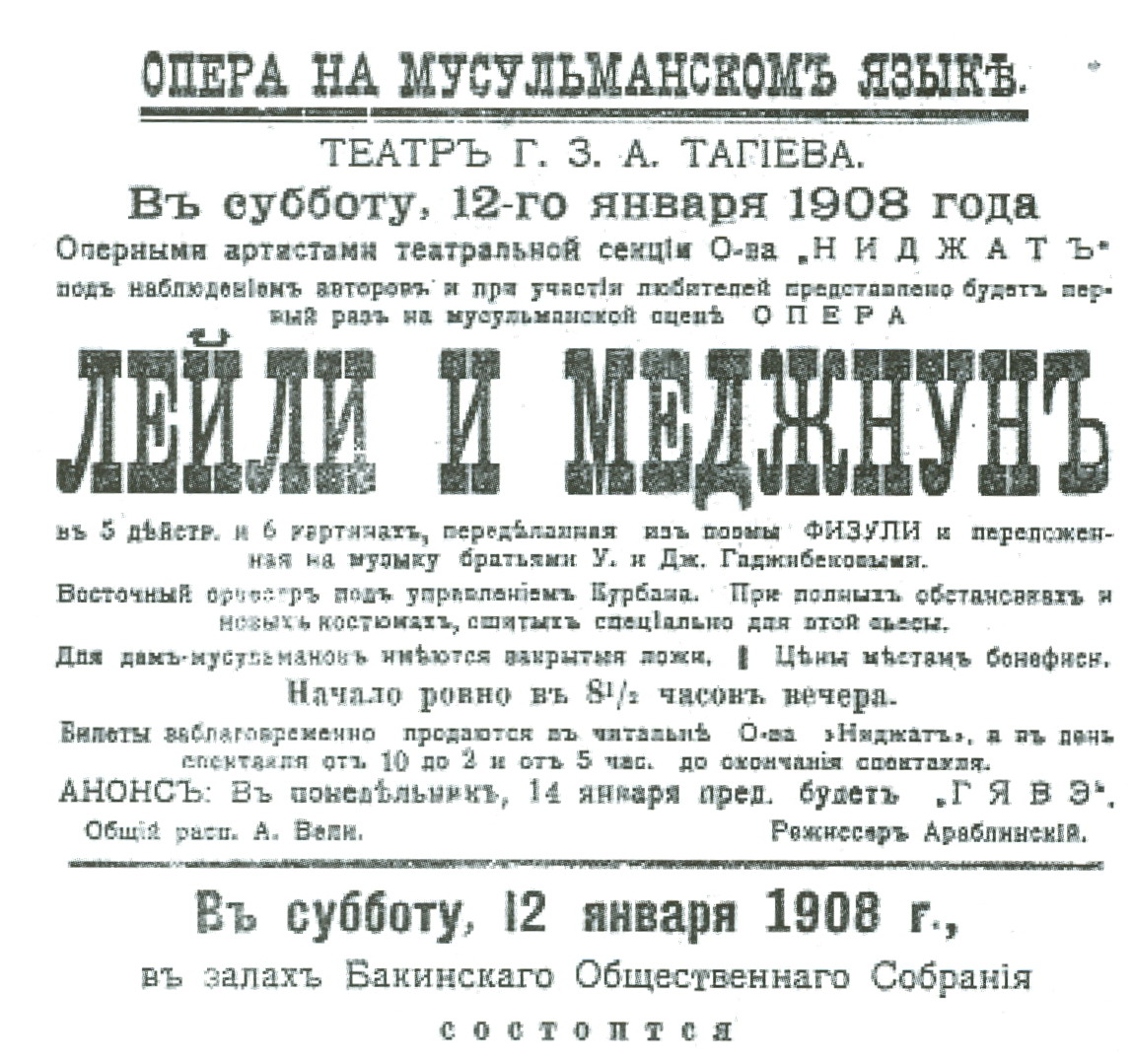
Leyla en Mejnum. Opera in Bakoe 1908

Zijn opera, Leyli va Majnun (Leyli və Məcnun) ging in première in Bakoe op 25 januari 1908 in het theater van de Azerbeidzjaanse miljonair en weldoener Hacı Zeynəlabdin Tağıyev. Hacıbəyov schreef ook de volgende andere opera's: Scheykh Sanan (Şeyx Sən'an, 1909), Rüstam va Söhrab (1910), Schah Abbas va Khurschid banu (Şah Abbas və Xurşid banu, 1912), Asli va Karam (1912, een bewerking van de geschiedenis van Kerem en Asli), Harun va Leyla (1915) en Köroglu (1937); voor de laatste ontving hij de Stalin-prijs in 1941.
Hacıbəyov is de grondlegger van de Azerbeidzjaanse muzikale komedie (If not that, then this, 1910; Arshin mal Alan, 1913 a. a.). De laatste werd vertaald in het Russisch, Engels, Duits, Chinees, Arabisch, Perzisch, Pools, Oekraïens, Wit-Russisch, Georgisch en andere talen en verfilmd in 1917, 1945 (deze variant was een van de meest populaire films in de USSR) en 1965. O olmasin bu olsun werd verfilmd in 1956.
Hacıbəyov kreeg zijn muzikale opleiding in Sint-Petersburg en Moskou. Hij richtte in Bakoe een muziekschool op, die in 1949 als conservatorium naar hem werd vernoemd, daarnaast een volksinstrumentenorkest en een symfonieorkest, het latere Staatssymfonieorkest van Azerbeidzjan. Naast zijn opera's schreef hij twee ouvertures, kamermuziekwerken, pianostukken, cantates, liederen en massakoren. In 1945 componeerde hij het Azerbeidzjaanse volkslied. Hij verscheen ook als auteur van werken over muziektheorie.
In 1982 werden films over Üzeyir Hacıbəyov (Üzeyir Hacıbəyov en Uzun ömrün akkordları, geregisseerd door Anar) geproduceerd.

Hacıbəyov schreef zowel de melodie van het volkslied van de Azerbeidzjaanse SSR als dat van het huidige Azərbaycan Marşı (volkslied van Azerbeidzjan).

Gedenkteken voor Hacıbəyov Üzeyir in het Weens Donaupark
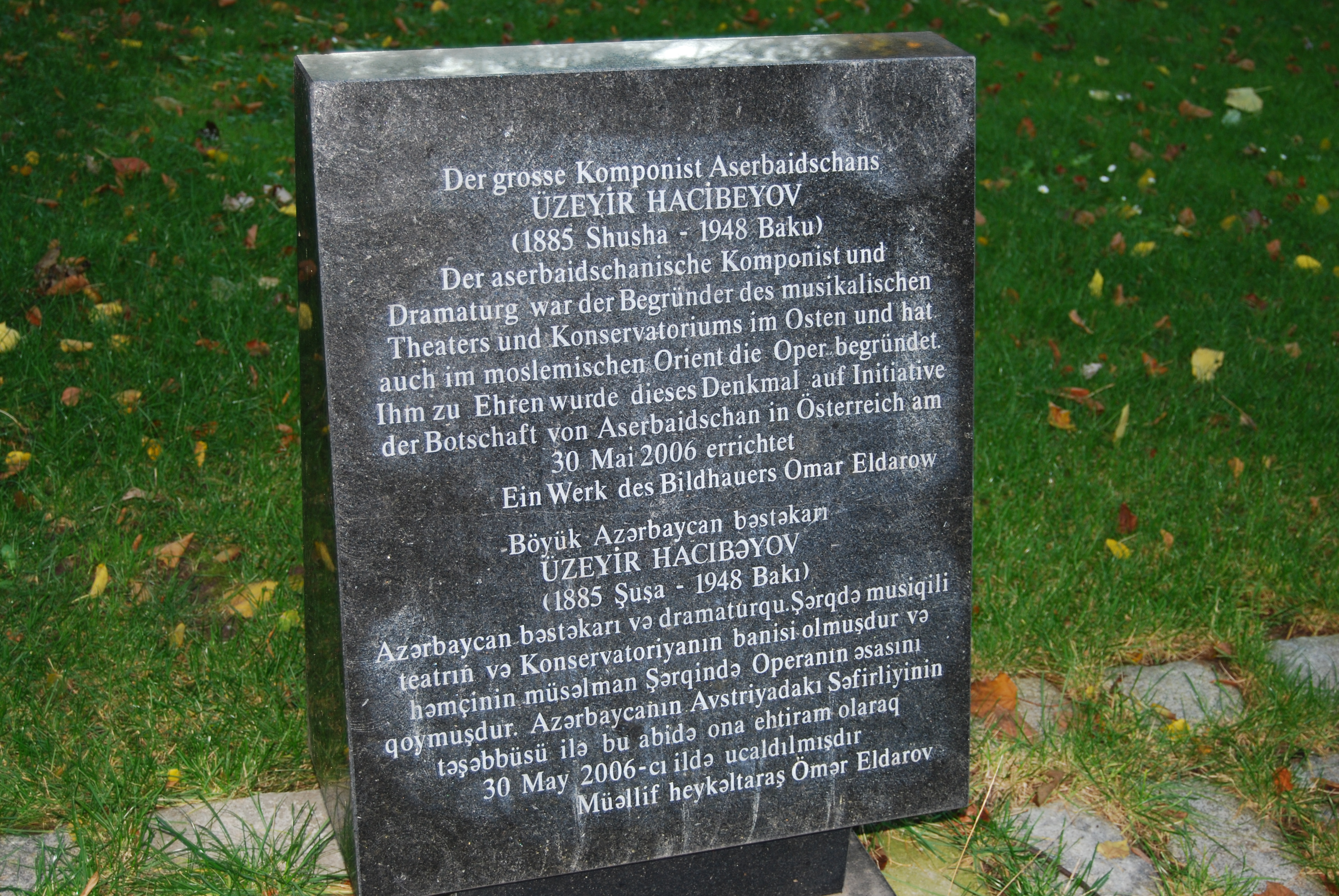
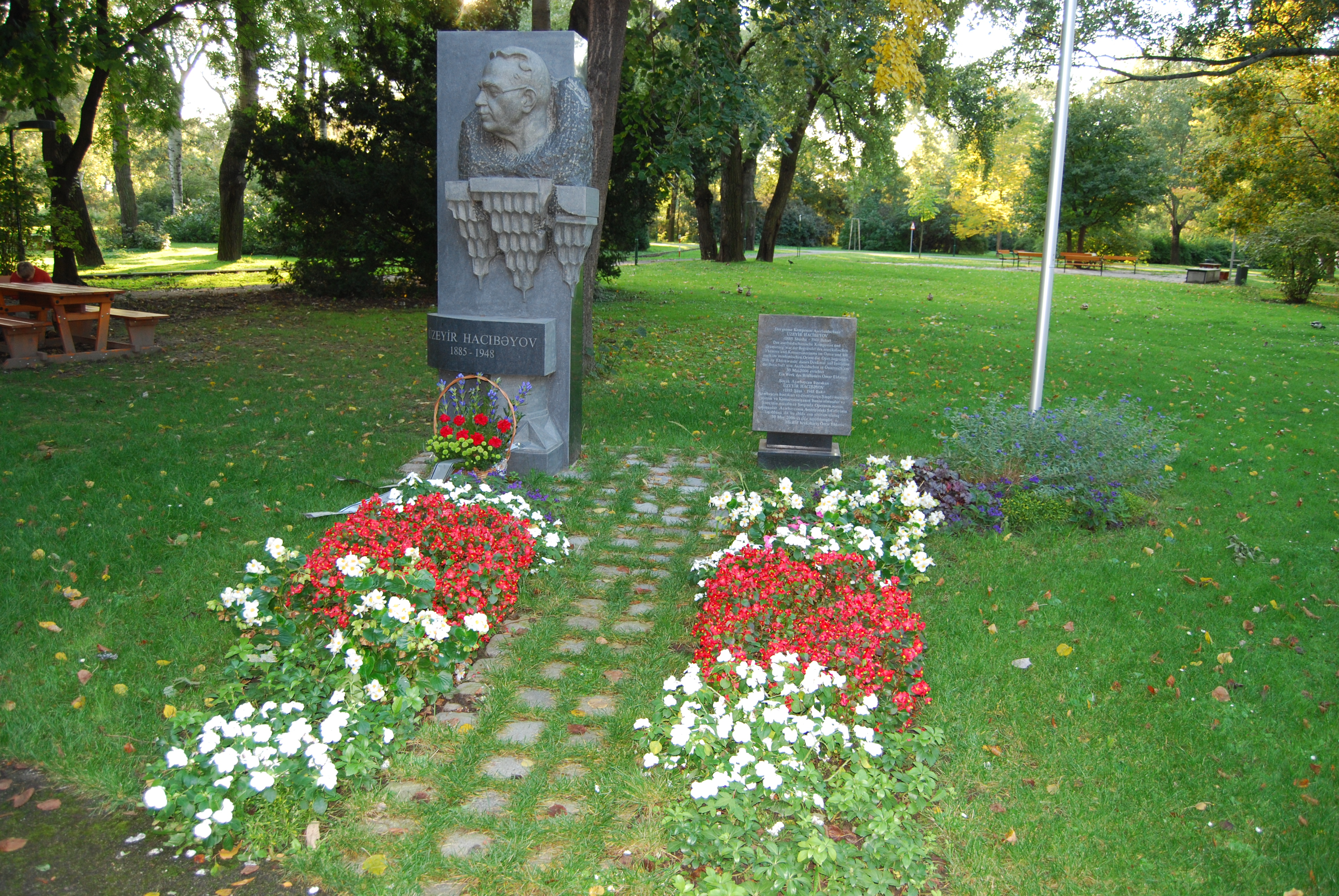
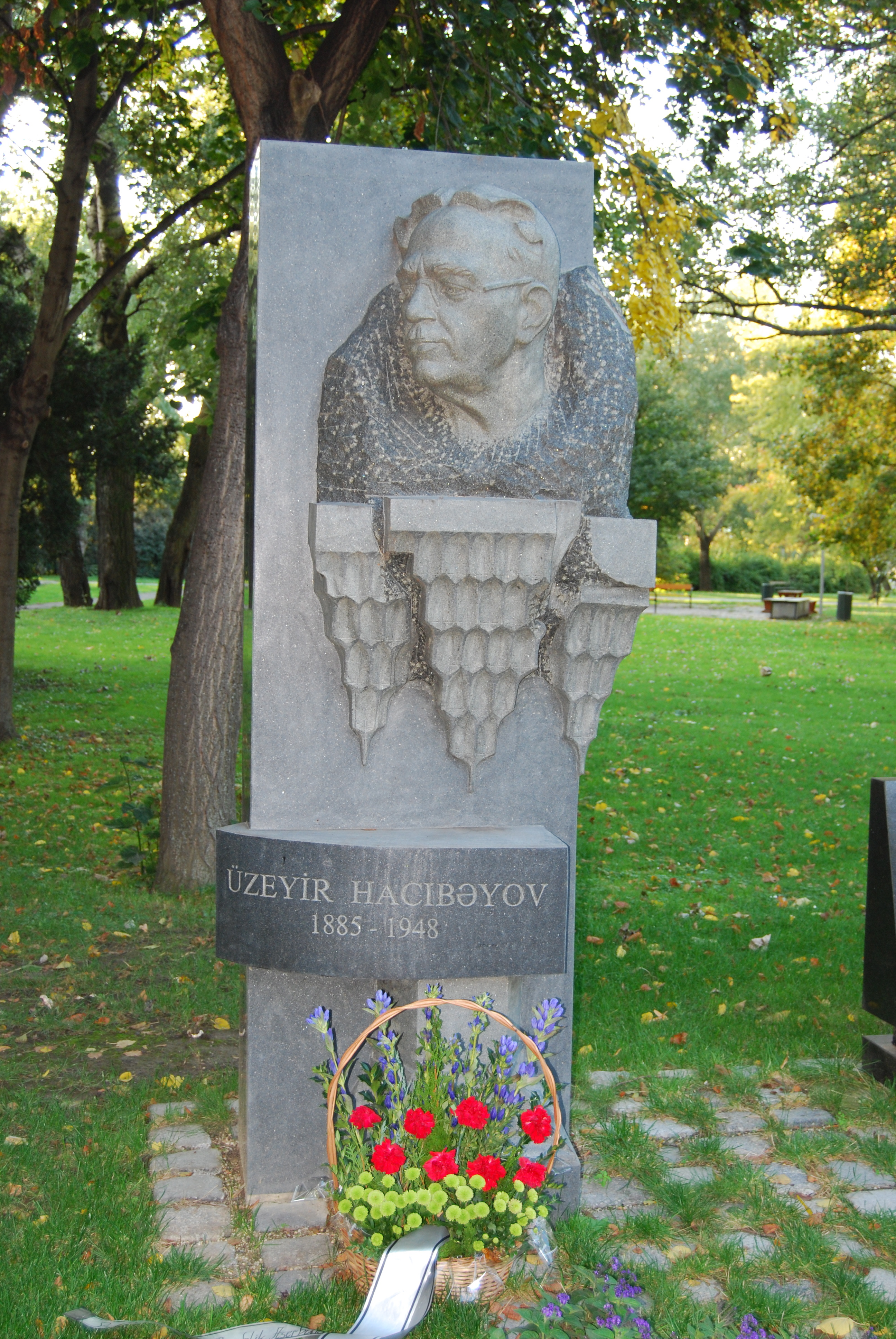

## Onderscheidingen
- 1938 Volkskunstenaar van de USSR
- 1938 Orde van Lenin
- 1941 Stalin-prijs
- 1945 Orde van de Rode Banier van Arbeid
- 1946 Stalin-prijs